# داريا دومراتشيفا
داريا فلاديميروفنا دومراتشيفا (بالبيلاروسية: Дар’я Уладзіміраўна Домрачава) (و في البيلاروسية Дар’я Уладзіміраўна Домрачава) وهي متسابقة بياثلون بيلاروسية ولدت في يوم 3 أغسطس 1986 في مدينة منسك عاصمة جمهورية بيلاروسيا السوفيتية الاشتراكية في الإتحاد السوفييتي، حققت عدة إنجازات أولمبية وعالمية منها تحقيق 3 ميداليات ذهبية في الألعاب الأولمبية الشتوية 2014 في سوتشي في روسيا وفازت بميدالية برونزية في الألعاب الأولمبية الشتوية 2010 في فانكوفر في كندا وفي بطولة العالم فازت مرتين بالميدالية الذهبية وفازت 3 مرات بالميدالية الفضية ومرة بالميدالية البرونزية.

## روابط خارجية
- داريا دومراتشيفا على موقع IMDb (الإنجليزية)
- داريا دومراتشيفا على موقع الموسوعة البريطانية (الإنجليزية)
- داريا دومراتشيفا على موقع IBU (الإنجليزية)
- داريا دومراتشيفا على موقع اللجنة الأولمبية الدولية (الإنجليزية)
- داريا دومراتشيفا على موقع أوليمبيديا (الإنجليزية)